# Taça Brasil 1965
La Taça Brasil 1965 (in italiano Coppa Brasile 1965) è stata la 7ª edizione del torneo. Vi parteciparono le squadre vincitrici di 21 campionati statali disputati l'anno precedente, più il Santos campione in carica.

## Formula
- Primo turno: 4 gruppi da 4 squadre ciascuno divisi geograficamente. Le squadre disputano semifinali e finale in modo da designare la vincitrice di ogni gruppo, che si qualifica alla fase seguente.

- Secondo turno: le 2 vincitrici dei gruppi si affrontano per determinare le finaliste. Le squadre sono divise per regione di provenienza in due zone (Nord e Sud)

- Fase finale: le 2 vincitrici si affrontano in semifinale con le squadre campioni di Guanabara e di San Paolo. Le due vincitrici si qualificano per la finale.

## Partecipanti
| Squadra         | Città          | Stato               |
| --------------- | -------------- | ------------------- |
| Alecrim         | Natal          | Rio Grande do Norte |
| Atl. Goianiense | Goiânia        | Goiás               |
| Campinense      | Campina Grande | Paraíba             |
| CRB             | Maceió         | Alagoas             |
| Desportiva      | Cariacica      | Espírito Santo      |
| Eletrovapo      | Niterói        | Rio de Janeiro      |
| Flamengo-PI     | Teresina       | Piauí               |
| Fortaleza       | Fortaleza      | Ceará               |
| Grêmio          | Porto Alegre   | Rio Grande do Sul   |
| Grêmio Maringá  | Maringá        | Paraná              |
| Guanabara-DF    | Brasilia       | Distretto Federale  |
| Nacional-AM     | Manaus         | Amazonas            |
| Náutico         | Recife         | Pernambuco          |
| Olímpico-SC     | Blumenau       | Santa Catarina      |
| Palmeiras       | San Paolo      | San Paolo           |
| Remo            | Belém          | Pará                |
| Sampaio Corrêa  | São Luís       | Maranhão            |
| Santos          | Santos         | San Paolo           |
| Sergipe         | Aracaju        | Sergipe             |
| Siderúrgica     | Sabará         | Minas Gerais        |
| Vasco da Gama   | Rio de Janeiro | Guanabara           |
| Vitória         | Salvador       | Bahia               |

## Primo turno

### Gruppo Nord-Est

#### Quarti di finale

##### Andata
| Campina Grande 18 luglio 1965 | Campinense | 4 – 1 | Alecrim |  |

| Aracaju 18 luglio 1965 | Sergipe | 1 – 4 | CRB |  |

##### Ritorno
| [[Natal]] 25 luglio 1965 | Alecrim | 1 – 1 | Campinense |  |

| Maceió 1º agosto 1965 | CRB | 0 – 2 | Sergipe |  |

##### Spareggio
| Maceió 3 agosto 1965 | CRB | 2 – 2 | Sergipe |  |

#### Semifinale

##### Andata
| Campina Grande 8 agosto 1965 | Campinense | 0 – 0 | CRB |  |

##### Ritorno
| Maceió 15 agosto 1965 | CRB | 0 – 1 | Campinense |  |

#### Finale

##### Andata
| Campina Grande 29 agosto 1965 | Campinense | 1 – 2 | Vitória |  |

##### Ritorno
| Salvador 5 settembre 1965 | Vitória | 1 – 0 | Campinense |  |

### Gruppo Nord

#### Quarti di finale

##### Andata
| Manaus 18 luglio 1965 | Nacional | 0 – 1 | Remo |  |

| São Luís 18 luglio 1965 | Sampaio Corrêa | 1 – 0 | Flamengo-PI |  |

##### Ritorno
| Belém 25 luglio 1965 | Remo | 3 – 1 | Nacional |  |

| Teresina 25 luglio 1965 | Flamengo-PI | 0 – 1 | Sampaio Corrêa |  |

#### Semifinale

##### Andata
| Belém 8 agosto 1965 | Remo | 5 – 2 | Sampaio Corrêa |  |

##### Ritorno
| São Luís 15 agosto 1965 | Sampaio Corrêa | 1 – 0 | Remo |  |

##### Spareggio
| São Luís 18 agosto 1965 | Sampaio Corrêa | 3 – 3 | Remo |  |

#### Finale

##### Andata
| Belém 29 agosto 1965 | Remo | 3 – 0 | Náutico |  |

##### Ritorno
| Recife 5 settembre 1965 | Náutico | 3 – 1 | Remo |  |

##### Spareggio
| Recife 7 settembre 1965 | Náutico | 3 – 1 | Remo |  |

### Gruppo Sud

#### Semifinale

##### Andata
| Maringá 8 agosto 1965 | Grêmio Maringá | 0 – 4 | Grêmio |  |

##### Ritorno
| Porto Alegre 15 agosto 1965 | Grêmio | 2 – 0 | Grêmio Maringá |  |

#### Finale

##### Andata
| Blumenau 5 settembre 1965 | Olímpico | 0 – 1 | Grêmio |  |

##### Ritorno
| Porto Alegre 12 settembre 1965 | Grêmio | 4 – 1 | Olímpico |  |

### Gruppo Centro

#### Quarti di finale

##### Andata
| Niterói 18 luglio 1965 | Eletrovapo | 1 – 1 | Desportiva |  |

| Goiânia 18 luglio 1965 | Atlético-GO | 2 – 0 | Guanabara-DF |  |

##### Ritorno
| Cariacica 25 luglio 1965 | Desportiva | 2 – 2 | Eletrovapo |  |

| Brasília 25 luglio 1965 | Guanabara-DF | 2 – 4 | Atlético-GO |  |

##### Spareggio
| Cariacica 27 luglio 1965 | Desportiva | 1 – 1 | Eletrovapo |  |

Desportiva qualificata in seguito a sorteggio.

#### Semifinale

##### Andata
| Cariacica 8 agosto 1965 | Desportiva | 0 – 2 | Atlético-GO |  |

##### Ritorno
| Goiânia 15 agosto 1965 | Atlético-GO | 4 – 0 | Desportiva |  |

##### Spareggio
| Goiânia 17 agosto 1965 | Atlético-GO | 2 – 1 | Desportiva |  |

#### Finale

##### Andata
| Goiânia 26 settembre 1965 | Atlético-GO | 0 – 3 | Siderúrgica |  |

##### Ritorno
| Sabará 29 settembre 1965 | Siderúrgica | 3 – 1 | Atlético-GO |  |

## Secondo turno

### Zona Nord

#### Finale

##### Andata
| Recife 15 settembre 1965 | Náutico | 2 – 0 | Vitória |  |

##### Ritorno
| Salvador 22 settembre 1965 | Vitória | 0 – 2 | Náutico |  |

### Zona Sud

#### Finale

##### Andata
| Porto Alegre 7 ottobre 1965 | Grêmio | 3 – 1 | Siderúrgica |  |

##### Ritorno
| Sabará 13 ottobre 1965 | Siderúrgica | 2 – 2 | Grêmio |  |

## Fase finale

### Quarti di finale

#### Andata
| Fortaleza 13 ottobre 1965 | Fortaleza | 2 – 3 | Náutico |  |

| San Paolo 20 ottobre 1965 | Palmeiras | 4 – 1 | Grêmio |  |

#### Ritorno
| Recife 20 ottobre 1965 | Náutico | 3 – 2 | Fortaleza |  |

| Porto Alegre 27 ottobre 1965 | Grêmio | 5 – 1 | Palmeiras |  |

#### Spareggio
| Porto Alegre 29 ottobre 1965 | Grêmio | 0 – 2 | Palmeiras |  |

### Semifinali

#### Andata
| Recife 3 novembre 1965 | Náutico | 2 – 2 | Vasco da Gama |  |

| Santos 3 novembre 1965 | Santos | 4 – 2 | Palmeiras |  |

#### Ritorno
| Rio de Janeiro 10 novembre 1965 | Vasco da Gama | 1 – 0 | Náutico |  |

| San Paolo 10 novembre 1965 | Palmeiras | 1 – 1 | Santos |  |

### Finale

#### Andata
| Santos 1º dicembre 1965 | Santos | 5 – 1 | Vasco da Gama |  |

#### Ritorno
| Arbitro: | Marques |

|  |           |      |
|  | Marcatori | Pelé |

## Verdetti
- Santos vincitore della Taça Brasil 1965 e qualificato alla Coppa Libertadores 1965.
- Vasco da Gama qualificato alla Coppa Libertadores 1965.